# La Source (ballet)
La Source es un ballet en tres actos con una partitura hecha en colaboración por Léo Delibes y Ludwig Minkus. La Source fue la primera composición de ballet de Delibes pero cuando fue estrenada en 1866, no adquirió mucha popularidad. El ballet ostenta una partitura a un estilo muy oriental, una opción común en su tiempo.